# Sabo (Rússia)
Sabo (en rus: Сабо) és un poble de l'óblast de Sakhalín, a Rússia, el 2013 tenia 46 habitants.